# Francesco Vincenzo Guglielmino
Francesco Vincenzo Guglielmino (Catania, 27 settembre 1927 – Catania, 2 dicembre 2013) è stato un matematico italiano.

## Biografia
Nato a Catania, figlio dell'avvocato Mario (morto nel 1932 a 35 anni) e di Teresita Gaudioso, fu battezzato con i nomi del nonno paterno Francesco e del nonno materno Vincenzo. Studiò al Liceo classico di Catania "Mario Cutelli", dove l'incontro con l'insegnante Salvatore Chiarenza gli ispirò l'amore per le discipline scientifiche. Iscrittosi all'Università di Catania, Facoltà di Scienze Matematiche, Fisiche e Naturali (contro il parere del nonno, il letterato Francesco Guglielmino), si fece apprezzare dalla professoressa Pia Nalli, sotto la cui guida si laureò il 18 novembre 1950.
Convinto dalla professoressa Nalli ad abbracciare la carriera universitaria, Guglielmino iniziò l'insegnamento nel 1950, come assistente volontario presso l'Università di Catania, e proseguì fino alla libera docenza raggiunta nel 1962 (D.M. 20.07.1962). Fu quindi vincitore di concorso alla cattedra di Analisi Matematica nel 1964 al Politecnico di Torino, ma già nel 1965 tornava a Catania come professore straordinario, divenendo nel 1968 docente ordinario.
Prevalentemente interessato alle equazioni differenziali alle derivate parziali, egli si rifece agli studi di Carlo Miranda (di cui fu allievo), Ennio De Giorgi e Guido Stampacchia e raccolse attorno a sé molti brillanti allievi, futuri docenti dell'ateneo catanese (che si formeranno sotto la guida anche di Tullio Caponetto), quali: Francesco Nicolosi, Michele Frasca, Orazio Arena, Mario Marino, Antonino Maugeri, Lorenzo Tuccari, Giovanni Fiorito, Filippo Chiarenza, Giuseppe Santagati e Giuseppe Pulvirenti. Nel 1991 gli fu conferito il Premio Antonio Feltrinelli.
Nel 1996 fu colpito da una poliradicolite acuta che lo privò per quasi un anno dell'uso degli arti; si riprese nel 1997 e terminò la carriera accademica. Nominato professore emerito nel 2002, visse  a Catania, con brevi parentesi in altre città.

## Riconoscimenti
Nel 1991 gli venne assegnato il Premio Feltrinelli per la Matematica, Meccanica e Applicazioni, dall'Accademia Nazionale dei Lincei. La motivazione del conferimento dice: 
Il 30 maggio 2016 gli è stata intitolata la biblioteca del Dipartimento di Matematica e Informatica dell'Università di Catania.

## Alcune pubblicazioni
- "Su un problema al contorno per le equazioni paraboliche del tipo del calore in due variabili", Ricerche di Matematica, Vol. 9, (1960), Vol. 10 (1961).
- "Sulla regolarizzazione delle soluzioni deboli dei problemi al contorno per operatori parabolici", Ricerche di Matematica, Vol. 12 (1963).
- "Ulteriori contributi alla regolarizzazione delle soluzioni deboli dei problemi parabolici", Ricerche di Matematica, Vol. 12 (1963).
- "Sulle equazioni paraboliche del secondo ordine di tipo non variazionale", Annali di Matemematica Pura ed Applicata, Vol. LXV (1964).
- "Nuovi contributi allo studio delle equazioni paraboliche del secondo ordine di tipo non variazionale", Ricerche di Matematica, Vol. 14 (1965).
- "Teoremi di esistenza per i problemi al contorno relativi alle equazioni ellittiche quasilineari" (con F. Nicolosi), Ricerche di Matematica, Vol. 37 (1988).